# صومعه اسنتوگورسکی

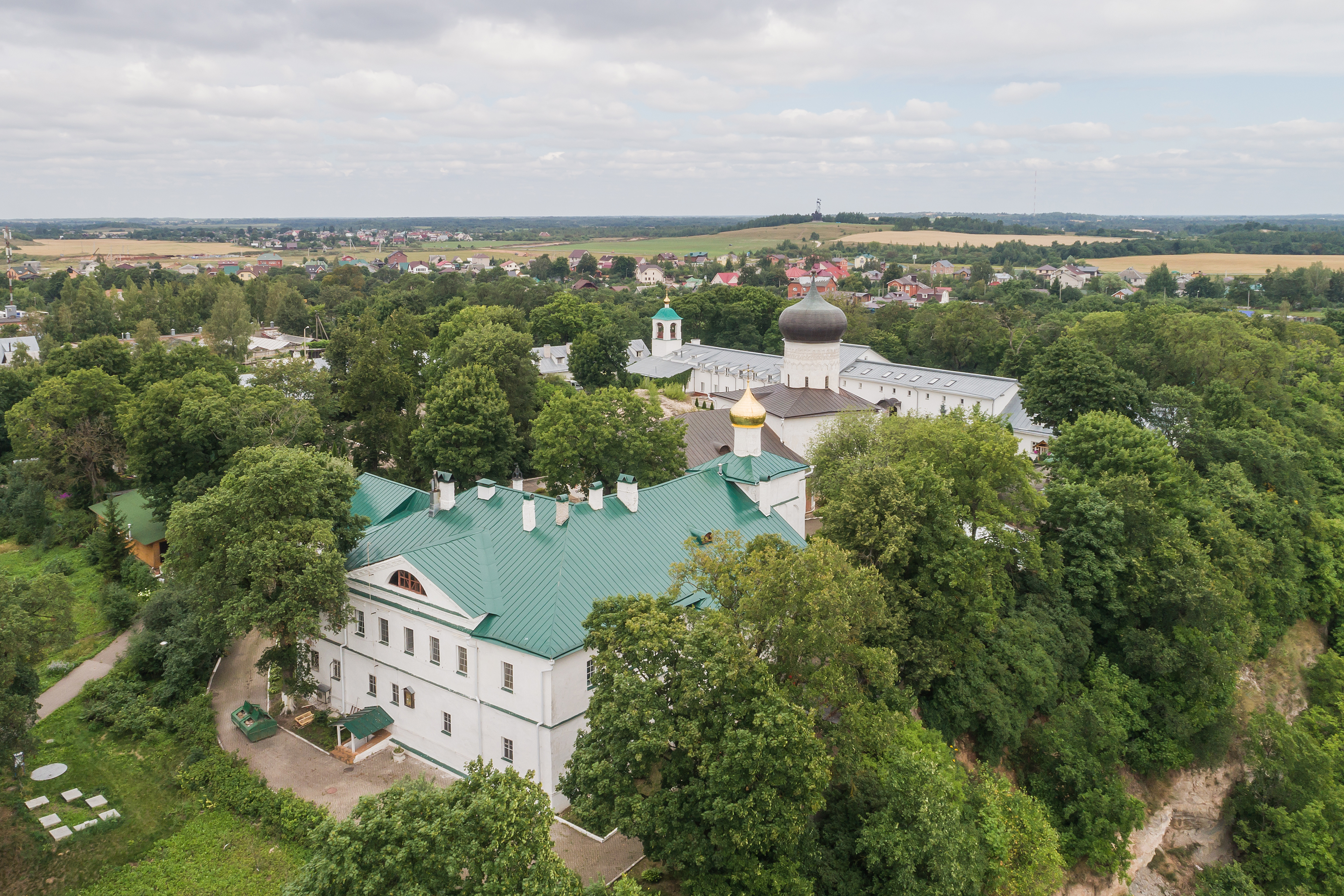

صومعه اسنتوگورسکی (به انگلیسی: Снетогорский монастырь) یا دیر سنتوگورسکی تولد حضرت مریم یک دیر زنانه فعال در پسکوف است. این دیر یکی از قدیمی‌ترین دیرهای موجود در پسکوف است و اولین اشاره به آن در تاریخ‌نگاری به قرن سیزدهم میلادی برمی‌گردد. در ابتدا این دیر مردانه بوده است.
دیر در ۳٫۵ کیلومتری مرکز شهر مدرن پسکوف قرار دارد، در کرانه راست بلند رودخانه ولیکایا.

## تاریخ

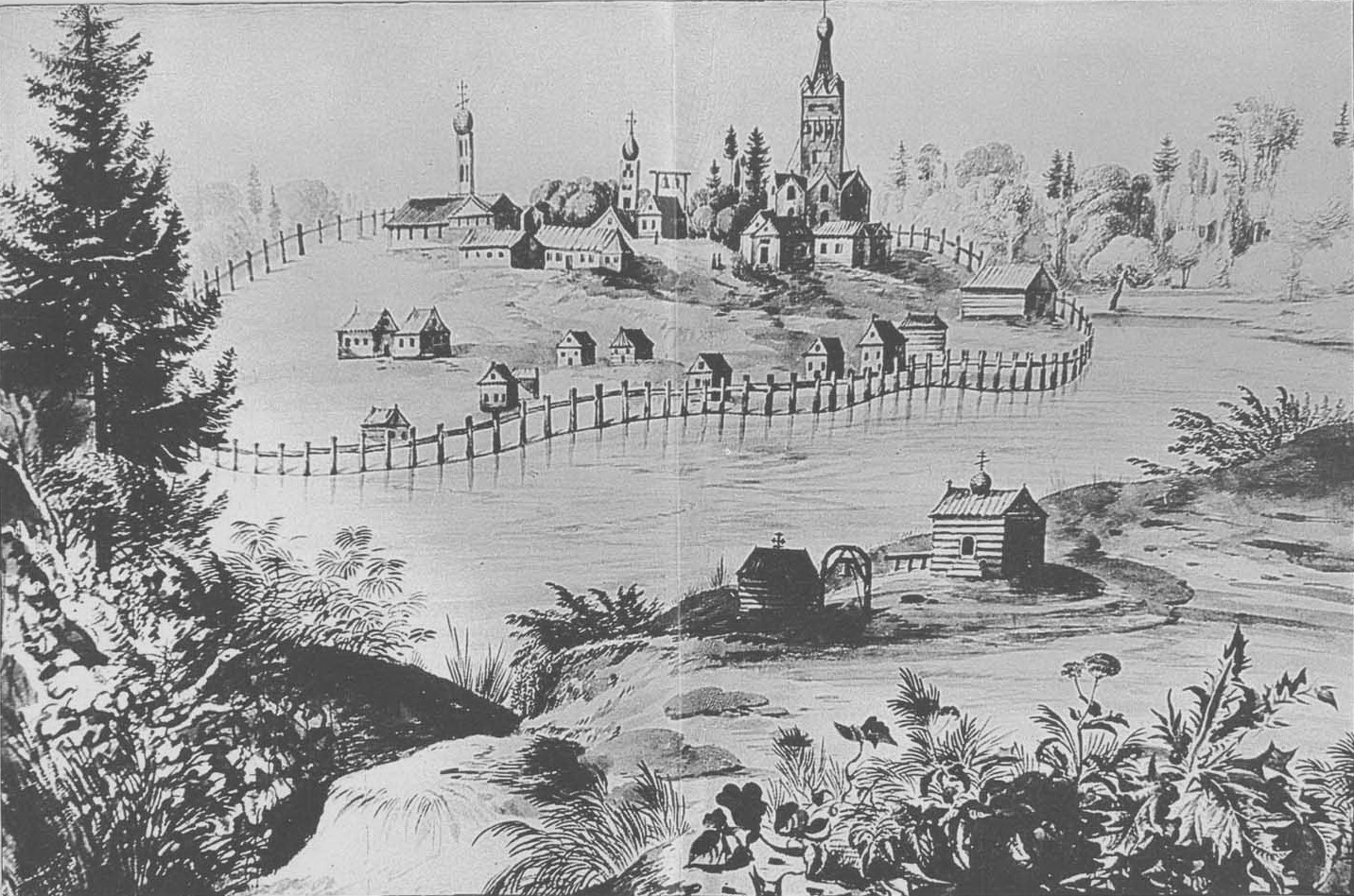
نمای دیر سنتوگورسکی در سال ۱۶۶۵. نقاشی نیکولاس ویتسن.

تاریخ دقیق تأسیس دیر به‌طور قطعی مشخص نیست. طبق یکی از افسانه‌ها، ممکن است این دیر توسط راهبان وارد شده از کوه مقدس آثوس تأسیس شده باشد. طبق افسانه‌ای دیگر که در زمان کنونی به عنوان اصلی‌ترین افسانه شناخته می‌شود، مؤسس دیر را ایگومن ایوآساف می‌دانند.
اولین اشاره به دیر در تاریخ‌نگاری پسکوف در اواخر قرن سیزدهم است که طبق آن، در تاریخ ۴ مارس ۱۲۹۹، این دیر که در آن زمان وجود داشت، هنگام حمله شوالیه‌های لیوونی به پسکوف سوخته شد. در این حادثه، رئیس دیر، ایوآساف و ۱۷ راهب جان خود را از دست دادند.
در قرون چهاردهم و پانزدهم، دیر سنتوگورسکی به مرکز اصلی روحانی و دینی پسکوف تبدیل شد. اهمیت این دیر در اوایل قرن چهاردهم با ساخت یک کلیسای سنگی در آن، یکی از نخستین بناهای سنگی پس از وقفه‌ای طولانی در ساخت بناهای سنگی که به دلیل هجوم مغول‌ها به روسیه ایجاد شده بود، نمایان می‌شود. در خود پسکوف و در کنار کروم در کرانه رودخانه پسکوف، از نیمه قرن چهاردهم دیرک‌خانه‌ای از این دیر وجود داشت که در آن در سال ۱۳۵۲ کلیسای رسول یوحنا ساخته شد. این دیرک‌خانه به تقویت روابط اقتصادی دیر با بازار پسکوف کمک می‌کرد و علاوه بر این، دیر ارتباطات تجاری با بازرگانان حوزه بالتیک برقرار می‌کرد.
از میان راهبان دیر سنتوگورسکی می‌توان به اویفروسین پسکوفی و ساوا کریپیتسکی اشاره کرد که یکی از آن‌ها از صربستان یا از کوه آثوس آمده بود. این دو راهب دیگر دیرهای اطراف پسکوف را تأسیس کردند، مانند دیر اسپاسو-یله‌آزاروفسکی و دیر کریپیتسکی.
در دیر افرادی که به آسایش و آرامش می‌رفتند، مانند شاهزادگان و بویاران پسکوفی، مراسم رهبانیت می‌گرفتند. در زمان طاعون سال‌های ۱۴۲۰–۱۴۲۱، شاهزاده فیودور آلکساندروویچ روستوفی که دچار بیماری شده بود، در اینجا رهبانیت گرفت اما سپس به مسکو بازگشت. در پیش‌ورودی کلیسای دیر در سال ۱۴۱۶ شاهزاده گریگوری اوستافیویچ، پسر شاهزاده ایزبرسک اوستافیی دفن شد. علاوه بر این، در داخل معبد دیوارهایی با سنگ‌های قبر مربوط به قرن‌های شانزدهم و هفدهم میلادی باقی مانده است. در بیرون معبد، قبرستان دیر شکل گرفت. در گذشته، در دیوار شمالی معبد، کلیساهایی نصب شده بود که محل‌های دفن مختلف را مشخص می‌کردند.
دیر در کرانه رودخانه ولِیکایا، در ورودی پسکوف قرار دارد و مسافران و بازرگانان را استقبال می‌کند. در سال ۱۴۷۲، سوفیا پالیولوگ، شاهزاده بیزانسی که از ایتالیا به مسکو می‌رفت، از اینجا عبور کرد و از طریق اروپای شرقی و بالتیک به مسکو رفت.